# A Nemzeti Őrsereg királyhelmeci koszorúzása
2008. november 8-án a Nemzeti Őrsereg 28 egyenruhás tagja és 13 civil érkezett a szlovákiai Királyhelmecre, hogy megemlékezzenek a Felvidék egy részét Magyarországhoz visszacsatoló, 1938-ban hozott első bécsi döntésről.
A rendezvényt előzetesen bejelentették a helyi rendőrségnek, de az valamilyen hiba folytán nem továbbította a helyi önkormányzatnak. Megérkezésükkor a helyi (önkormányzati) rendőrség – az önkormányzati engedély hiányára hivatkozva – megtiltotta, hogy a Hősök terén lévő első és második világháború, valamint a holokauszt áldozatainak emlékére állított emlékműhöz vonuljanak, és a koszorúzást csak egy egyenruhásnak és egy civilnek engedélyezték. A rendőrség azt is megtiltotta, hogy a koszorúzás után elénekeljék a magyar himnuszt.
A rendezvény befejeztével, hazafelé menet, a város határában a szlovák állami rendőrség egységei feltartóztatták autókonvojukat. A 28 egyenruhást és egy civil nőt előállítottak a helyi kapitányságra. Ezután ügyészek jelenlétében kihallgatták őket, és az egyenruhásokat rabosították. Tiltott önkényuralmi jelkép viselése miatt (a karjelzésükön a rovásírás H betűje: látható) eljárást indítottak ellenük. 9-10 óra múlva engedték őket szabadon.
Az Őrsereg jogi képviselője panaszt nyújtott be a vádemeléssel szemben a szlovák ügyészségen. Az ügyészség a panaszt 2009. március 16-i határozatában elutasította. A rendőrség lezárta a nyomozást, és 2010. október 6-án iratismertetést tartott a tőketerebesi Járási Rendőrkapitányságon. A Tőketerebesi Járási Ügyészség 2011. május 20-án vádat emelt a Tőketerebesi Járásbíróságon „bűntársi elkövetés formájában elkövetett, alapvető emberi jogok és szabadságok elnyomására irányuló csoportok támogatásának és propagálásának minősülő vétség elkövetése miatt (Szlovák Köztársaság büntető törvénykönyve, 422. § 1. bek.)”. A bíróság 2011. október 26-i határozatával, bűncselekmény hiányában ejtette a vádat. 2012. március 22-én azonban a Kassai Regionális Bíróság zárt ülésén megsemmisítette a felmentő határozatot, és új határozat hozatalára utasította a Járásbíróságot. Ennek megfelelően a Tőketerebesi Járásbíróság 2012. október 22-én tárgyalás nélkül újabb határozatot hozott, melyben a 28 személyt egy évre kitiltotta a Szlovák Köztársaság területéről.
Balogh József, Királyhelmec polgármestere a koszorúzás után 5 nappal eltávolíttatta az emlékműről a koszorút (melynek felirata: „Hiszek Magyarország feltámadásában – Nemzeti Őrsereg”), november 26-án pedig kezdeményezte Tipcsák Géza városi rendőrparancsnok felmentését.
Az eset a magyar és szlovák közvéleményből, valamint a politikai élet szereplőiből egyaránt heves reakciókat váltott ki, de egyidejűleg jelentősen hozzájárult ahhoz, hogy azonnali érdemi párbeszéd induljon meg a magyar–szlovák viszony rendezéséről.
- Ennek elemei:
  - A szlovák Belügyminisztérium november 12-én feloszlatta a radikális Szlovák Testvériség (Slovenská pospolitosť) társulást (civil szervezetet).[6][7][8][9]
  - Gyurcsány Ferenc magyar, valamint Robert Fico szlovák miniszterelnök november 15-én rendkívüli találkozót tartott Révkomáromban.[10] Gyurcsány hatpontos javaslatot terjesztett elő, melyet Robert Fico december 2-i válaszlevelében végül teljes mértékben elutasított.[11][12]
  - Az Európai Parlament november 17-i strasbourgi ülésén vita volt a megoldatlan magyar–szlovák viszonyról.[13][14]
  - Az MTA Szociológiai Kutatóintézete, az MTA Etnikai-nemzeti Kisebbségkutató Intézete és az Institute for Foreign Affairs (Pozsony) szervezésében, november 17-én kerekasztal-megbeszélést tartottak „A magyar–szlovák konfliktus: értelmezések, kezelésmódok” címmel Budapesten.[15]
  - A szlovák kormány november 19-én kihelyezett ülést tartott Révkomáromban.[16][17]
  - Szili Katalin, az Országgyűlés elnöke december 3-án Komáromban találkozott Pavol Paskával, a szlovák parlament elnökével. Megállapodtak egymással, hogy február végéig a két parlament bizottságai egyeztetnek majd a két ország közötti vitás kérdésekről. Ezt követően pedig március 10-e körül ismét házelnöki tárgyalás lesz.[18]
  - Sólyom László köztársasági elnök december 6-án Érsekújvárban találkozott szlovák kollégájával, Ivan Gašparovičcsal. A találkozó barátságos légköre ellenére szinte semmiben sem értettek egyet.[19][20][21]
  - Göncz Kinga magyar és Ján Kubiš szlovák külügyminiszter december 15-én Budapesten találkozott egymással, hogy megvizsgálják a magyar–szlovák kormányközi vegyes bizottságok működését.[22][23][24]
  - December 15-én az Országgyűlés négypárti, 12 pontos politikai nyilatkozatot fogadott el a Szlovákiában tapasztalható, magyar vonatkozású, „aggodalomra okot adó” események kapcsán. A dokumentum elítéli a radikalizmust, az idegengyűlöletet és az erőszakot, bármely országban kerüljön rá sor, és aggodalommal tekint egyes szlovákiai politikusok kisebbségellenes gyűlöletbeszédeire.
  - 2009. március 4-én együttes ülést tartott Pozsonyban a magyar és a szlovák parlament emberi jogi bizottsága.[25]
  - Az esemény óta eltelt 9 hónap alatt a szlovák ügyészség további lépéseket nem tett az ügyben. 2009. március 8-án 20 Jobbik-tag és szimpatizáns hasonló megemlékezést tartott a rimaszombati járásbeli Péterfalván. A szlovák rendőrség figyelemmel kísérte a megemlékezést, de nem lépett közbe.
  - A két ország külügyminisztere közösen megalapította a „Jó Szomszédság és Megértés díj” elnevezésű díjat, melyet minden évben olyan személyek és közösségek nyerhetnek el, akik tevékenységükkel hozzájárultak a magyar–szlovák kapcsolatok erősítéséhez. A 2009-es díjazottak: Rudolf Chmel, aki 2002–2006 között szlovák kulturális miniszter, korábban budapesti nagykövet volt, valamint Hejce község a három évvel azelőtti szlovák katonai repülőgép-szerencsétlenségnél nyújtott segítségéért. A település azóta emlékhelyet is létrehozott és zarándokútvonalat tervez az elhunyt katonák emlékére.[26]